# Christof Lederwasch
Christof Lederwasch, auch: Christoph Lederwasch (* 1651 in Tamsweg; † 26. Dezember 1705 in Salzburg) war ein Maler der Salzburger Malerfamilie Lederwasch, als deren Begründer sein Vater Gregor Lederwasch I gilt.

## Lebenslauf
Christof war ein Bruder von Gregor Lederwasch II. Sein Vater Gregor Lederwasch I. war auch der maßgebliche Lehrer. Sein Taufpate und Gönner war Christof Siegmund von Kuenburg, der den Maler dem Fürsterzbischof Max Gandolf von Kuenburg empfahl. Diese gewährte Christoph Lederwasch eine gute Ausbildung in Rom. 1681 wurde Christof Lederwasch Hofmaler des Fürsterzbischofs und blieb dies bis zu seinem Lebensende.

## Werke
- Bilder der Kinder von Christof Siegmund Graf Kuenburg (1670)
- Altar mit der Heiligen Sippe in der Wallfahrtskirche Maria Plain (1679)
- Anna-Kapelle (Fresken und Altarbild) in der Franziskanerkirche (1681)
- Entwurf der Triumphpforten zum 1100 Jahr-Jubiläum (nach der Haustradition gerechnet) des Erzstiftes St. Peter (1682) und Kupferstichentwurf der Domprozession
- Altarblätter in der Kirche von Anif (1682)
- Interimsaltarbild in der Kirche St. Erhard in Salzburg-Nonntal (1685)
- Hochaltarblatt Allerheiligen in der Allerheiligenkirche in Tittmoning (1686)
- das riesige Deckenfresko des Hofmarstalls (Winterreitschule) in der Altstadt gemeinsam mit J. M. Rottmayr (1690) (heute Festspielhaus)
- Eingangshalle der Kirche St. Leonhard ob Tamsweg:  Fresko der vier letzten Dinge (1694)
- Altarblatt der Kirche Ebenau (1703)
- Weiters Malarbeiten im Garten- und Tafelzimmer am Hofe, Gastzimmer und Bibliothek in Kremsmünster, Vorlagen für die gestochenen Bildnisse der drei regierenden Erzbischöfe der Grafen Kuenburg, Malereien im Glockenspiel, Bild des Jüngsten Gerichtes im Salzburger Dom etc.